# Onthophagus nasalis
Onthophagus nasalis là một loài bọ cánh cứng trong họ Bọ hung (Scarabaeidae).